# Amy Wilson
Amy Wilson (9 de junho de 1980) é uma ex-futebolista profissional australiana que atuava como meia.

## Carreira
Amy Wilson representou a Seleção Australiana de Futebol Feminino, nas Olimpíadas de 2000.